# Aoi Ito
Aoi Ito (japansk: 伊藤 あおい, født 21. maj 2004) er en professionel tennisspiller fra Japan.